# 山下啓介
山下 啓介（やました けいすけ、1941年9月25日 - 2024年6月8日）は、日本の俳優、声優。テアトル・エコー最終所属。東京都（当時は東京府東京市）出身。
主な出演作に『仮面ライダー』（ショッカー戦闘員の掛け声）、『勇者ライディーン』（荒磯ダン）などがある。

## 経歴
中学・高校の頃は劇団ひまわりで活動。同期には俳優の宮口二郎・久本昇、声優の石丸博也などがいた。東京都立工芸高等学校卒業後は就職するが、数年後にテアトル・エコーへ入団した。
アニメ作品では、『勇者ライディーン』の荒磯ダンや『てんとう虫の歌』の木介など太った少年役を多く演じた。独特の高い声を用いることもあり、『仮面ライダー』ではそれを活かして甲高い雄叫びを得意としていた。
『仮面ライダー』に登場するショッカー戦闘員の掛け声「イーッ！」を考案したのは山下とされる。当初の掛け声は「トオー」だったが、演じる大野剣友会の若いメンバーには腹に力を入れた発声が難しかったため、アフレコ中に山下がたまたま叫んだ「イーッ」という声をミキシングの太田克己が採用し、一般化したという。
2024年6月8日早朝、死去。82歳没。かねてから病気療養中だったという。訃報は6月14日に公表された。

## 出演

### テレビドラマ
- 鬼平犯科帳 第1シリーズ（東宝 / NET）
  - 第31話「女の毒」 - 町人（1970年）
  - 第48話「密通」 - 栄助（1970年）
- 太陽にほえろ!（東宝 / NTV）
  - 第13話「殺したいあいつ」（1972年）
  - 第55話「どぶねずみ」（1973年）
  - 第177話「海に消えたか三億円」（1975年）
  - 第275話「迷路」（1977年）
- 赤い靴（1972年） - カメラマン
- まごころ（第8話、1973年）
- 伝七捕物帳 （1973年）
- 大盗賊 第5話「用心棒で稼げ!」（1974年）
- 5年3組魔法組（1976年） - 鳥の声A
- 江戸の旋風（1976年）
- 江戸の旋風II（1976年） - 半六
- 気まぐれ本格派（1977年）
- 大追跡（1978年）
- 熱中時代・刑事編 第26話「ハッピーだぜ！熱中刑事」（1979年、NTV） - 記者
- そば屋梅吉捕物帳 第10話「おんな狩り」（1979年） - 辰吉
- 新・江戸の旋風 第1話「誓いの八丈太鼓」（1980年） - 三太
- 熱中時代（1980年） - ガラス屋
- コメディーお江戸でござる（1995年）
- 恋愛キャリア活用会社（1997年）
- すずらん（NHK連続テレビ小説 / 1999年）
- 天国までの百マイル（2001年） - 中西勇治
- 茂七の事件簿 ふしぎ草紙（2001年） - 吉兵衛
- さわやか3組（2002年）

### 映画
- 王将（1973年） - 森
- ゴジラ FINAL WARS（2004年）

### テレビアニメ
1970年
- いなかっぺ大将
- ひみつのアッコちゃん（赤井）
- 魔法のマコちゃん（千吉）

1972年
- 原始少年リュウ
- 天才バカボン
- ムーミン（選手）

1973年
- 空手バカ一代（1973年 - 1974年）
- 科学忍者隊ガッチャマン（ギャラクター隊員）
- ジャングル黒べえ（タイガー）
- ドラえもん（日本テレビ版）
- ワンサくん（ハチマキ〈初代〉）
- 山ねずみロッキーチャック（ブラック）

1974年
- 宇宙戦艦ヤマト（1974年 - 1975年、ヒス、客A、兵士A、南部康雄、小姓 他）
- はじめ人間ギャートルズ（1974年 - 1975年）
- てんとう虫の歌（一週木介）

1975年
- ガンバの冒険（一郎）
- タイムボカン（イソツー）
- ラ・セーヌの星（アンリー / アンリ、医者、馭者、執事、役人、副官）
- 勇者ライディーン（1975年 - 1976年、荒磯ダン）

1976年
- 元祖天才バカボン（1976年 - 1977年）
- ポールのミラクル大作戦（ドクター）
- UFO戦士ダイアポロン（五郎）

1977年
- シートン動物記 くまの子ジャッキー（ペドロ）

1978年
- 未来少年コナン

1979年
- 野ばらのジュリー（ハーベイ）
- 未来ロボ ダルタニアス（兄）
- ルパン三世 (TV第2シリーズ)

1980年
- 怪物くん（テレビ朝日版）（番野〈初代〉）
- 鉄腕アトム (アニメ第2作)（サーブ）
- 魔法少女ララベル
- 無敵ロボ トライダーG7（1980年 - 1981年、アキラ）

1981年
- 銀河鉄道999（別の車掌）
- 新・ど根性ガエル（1981年 - 1982年）

1982年
- スペースコブラ
- 戦闘メカ ザブングル（1982年 - 1983年、ダイク）
- ダッシュ勝平（はじめ）
- ドラえもん（テレビ朝日版第1期）

1984年
- Gu-Guガンモ（みどりのおばさん / ハラエマキ）
- ビデオ戦士レザリオン（松本杉男）

1985年
- キャッツ・アイ（早乙女薫）

1986年
- がんばれ!キッカーズ（小畑英作）
- ハイスクール!奇面組（男）
- ロボタン

1987年
- 宇宙船サジタリウス (大臣A、ニコニコローン)
- 機甲戦記ドラグナー（運転手）
- Bugってハニー

1988年
- グリム名作劇場（いのぶた、他国の王子）
- ハーイあっこです（オサム）
- 魔神英雄伝ワタル（ビビデ・オージ）

1989年
- 悪魔くん（油すまし）
- 魔動王グランゾート（1989年 - 1990年、マキマッキー、村人、コリゴーリ）

1990年
- 魔神英雄伝ワタル2（オスカー・カントック、道場主）
- 勇者エクスカイザー（監督）

1991年
- 新世紀GPXサイバーフォーミュラ（ワイゼン）
- 絶対無敵ライジンオー（ヨナキング）
- トラップ一家物語（車掌）

1993年
- ジャングルの王者ターちゃん（酒場のおやじ）
- 勇者特急マイトガイン（1993年 - 1994年、日輪入道、花屋の店主、イッヒ）
- 3丁目のタマ うちのタマ知りませんか?

1994年
- 七つの海のティコ（ゴロワ）
- 魔法陣グルグル（キタの町長、フルサ国王）

1995年
- 黄金勇者ゴルドラン（主催者、保安官）
- 飛べ!イサミ（課長）
- スレイヤーズ（ザボガ）
- ロミオの青い空（トニオ）

1996年
- スレイヤーズNEXT（盗賊親分）
- 名犬ラッシー（ドーハン）

1997年
- フォーチュン・クエストL（グレアム）
- スレイヤーズTRY（アルト国王）
- 中華一番!（ボウ）
- 超魔神英雄伝ワタル（タクロース）

1998年
- 剣風伝奇ベルセルク（医者、指揮官）
- MASTERキートン（タクシー運転手）

1999年
- イソップワールド（署長、オロチ壱の首）
- 星方天使エンジェルリンクス（セッコ）
- ジバクくん（バルボア）

2006年
- スーパーロボット大戦OG -ディバイン・ウォーズ-（アードラー・コッホ）

### 劇場アニメ
1974年
- きかんしゃやえもん D51の大冒険（ハイハイ）

1977年
- 宇宙戦艦ヤマト（ヒス）

1980年
- あしたのジョー
- 11ぴきのねこ（ネコD）

1982年
- 象のいない動物園
- 新・ど根性ガエル ど根性・夢枕

1983年
- ザブングル グラフィティ（ダイク）

1985年
- ゲゲゲの鬼太郎（やし落とし）

1986年
- 11ぴきのねことあほうどり（山猫）

1987年
- 王立宇宙軍 オネアミスの翼（空軍士官B）

### OVA
1987年
- X電車でいこう

1989年
- 銀河英雄伝説（グレーブナー）
- TAMA&FRIENDS 3丁目物語
- 朱鷺色怪魔（怪魔）

1990年
- SDガンダム外伝II 伝説の巨人（武闘家ネモ）
- SDガンダム外伝IV 光の騎士（武闘家ネモ）

1992年
- 世界の光 親鸞聖人（右大臣）
- 魔動王グランゾート 冒険編（運び屋）

1993年
- 創竜伝（李鉄拐）

1994年
- ダーティペアFLASH（ラルホモン）

2003年
- Lingeries Office1〜性隷の有栖〜（山倉）

### ゲーム
1992年
- 宇宙戦艦ヤマト（南部康雄、ヒス）※PCエンジン版

1997年
- ルパン三世 カリオストロの城 -再会-（宿屋主人）

1999年
- 宇宙戦艦ヤマト 遥かなる星イスカンダル（ヒス）

2000年
- ブレイブサーガ2

2001年
- スーパーロボット大戦α外伝（ダイク）

2004年
- 宇宙戦艦ヤマト イスカンダルへの追憶（ヒス）

2005年
- 宇宙戦艦ヤマト 暗黒星団帝国の逆襲（グノン）

2007年
- スーパーロボット大戦OG ORIGINAL GENERATIONS（アードラー・コッホ）

2008年
- スーパーロボット大戦Z（ダイク）

2011年
- 第2次スーパーロボット大戦Z 破界篇 / 再世篇（2011年 - 2012年、ダイク） - 2作品

2015年
- スーパーロボット大戦BX（騎士ゼノンマンサ）

2017年
- スーパーロボット大戦V（イッヒ）

2018年
- スーパーロボット大戦X（イッヒ）

2019年
- スーパーロボット大戦T（イッヒ）

### 吹き替え

#### 映画
- アイランド
- アンダーカバー・ブルース/子連れで銃撃戦!?（サイクス〈マーシャル・ベル〉）
- L.A.マフィア戦争/大殺戮（ジミー〈スティーヴン・ファースト〉）
- オズ（ホイーラーズ）
- ガン・ホー（伊藤〈ロドニー・カゲヤマ〉）
- 帰郷
- 騎兵隊 ※TBS旧録版
- キラークラウン（ジーン・グリーン〈ロイヤル・ダノ〉、マイヤーズ）
- 九龍大捜査線（マッケイ）
- グッドフェローズ（トミー・デヴィート〈ジョー・ペシ〉）
- グッドモーニング, ベトナム（ジミー）※ビデオ版
- 3人のゴースト（ハーマン〈マイケル・J・ポラード〉）
- シカゴ・コネクション/夢みて走れ（フランク〈スティーヴン・バウアー〉）
- 新キョンシーズ（ウォンの子分）
- 新・ジキル博士とハイド氏
- スター・ウォーズ エピソード5/帝国の逆襲（デレク・"ホビー"・クリヴィアン〈リチャード・オールドフィールド〉）※劇場公開版（DVDリミテッドエディション収録）
- スプラッシュ ※フジテレビ版
- スペースボール（ローランド王の側近）
- スリーメン&ベビー（ヴィンス〈ポール・ギルフォイル〉）※ビデオ版
- 戦争と平和（ペーチャ・ロストフ〈コーリャ・コージン〉）※ビデオ版
- 続ラブ・バッグ（フレッド・ルーストガーテン）
- ソルジャー・ボーイ（ファットバック）
- 大陸英雄伝（カウ）
- チキ・チキ・バン・バン（廃品屋）※ソフト版
- 地球の頂上の島（ブリュー船長〈ジャック・マラン〉）※ビデオ版
- チンパンジー・ジェニー
- 天使にラブ・ソングを…（ジョーイ〈ロバート・ミランダ〉）※ソフト版
- どつかれてアンダルシア (仮)
- 賭博者
- ハード・トゥ・キル（ダニー〈エヴァン・ジェームズ〉）※ソフト版
- バットマン オリジナル・ムービー（クェッチ）※ソフト版
- 花嫁のパパ
- バンガー・シスターズ（ハリー〈ジェフリー・ラッシュ〉）※機内上映版
- フーズ・ザット・ガール（ラオール）
- フリー・ウィリー ※ソフト版
- プリティ・ウーマン（フィリップ・スタッキー〈ジェイソン・アレクサンダー〉）※ソフト版
- ブルース・ブラザース（ウィリー・トゥ・ビッグ・ホール）※フジテレビ新録版
- プロブレム・チャイルド2（ソーン先生〈ジェームズ・トールカン〉）
- ブロンクス物語（エディ〈エディ・モンタナーロ〉）
- 僕のボーガス（校長先生〈アル・ワックスマン〉）
- 未来世界（ロン・サーロウ）※日本テレビ版
- むく犬ディグビー（トム〈ノーマン・ロシントン〉）※ビデオ版
- メリー・ポピンズ ※ソフト版
- ヤング・アインシュタイン（アーネスト・ラザフォード）
- 友情の翼（マイケル〈ジャック・オドワイヤー〉）
- リーサル・ウェポン2/炎の約束（レオ・ゲッツ〈ジョー・ペシ〉）※ソフト版
- ルーキー（アルフォンス〈アンソニー・アレクサンダー〉）※ソフト版
- レオン ※オリジナル版
- ワーキング・ガーイ（パロマー〈マイケル・J・ポラード〉）
- ワイルド・ワイルド・ウエスト ※日本テレビ版
- ワンス・アポン・ア・タイム・イン・アメリカ（アル〈クレム・カサータ〉）※DVD・BD版

#### ドラマ
- アボンリーへの道（理髪店店主）
- アルフ（カール・バック〈リー・ライアン〉）
- WITHOUT A TRACE/FBI 失踪者を追え!（チャック）
- 恐竜家族（警官 他）
- 刑事スタスキー&ハッチ シーズン1 #18（エディ・ベル）
- 13日の金曜日 ※第60話
- 新アウターリミッツ
- 狙撃者/ボーン・アイデンティティ（チェルナック）※ソフト版
- 地上最強の美女たち!チャーリーズ・エンジェル シーズン1 #10（マムフォード〈G・W・ベイリー〉）
- 南北戦争物語 愛と自由への大地（カフィー〈フォレスト・ウィテカー〉）
- ビバリーヒルズ高校白書
- フルハウス（エルマー）
- マペット・ショー
- 名探偵ポワロ「黄色いアイリス」※NHK版
- ヤングライダーズ（ブーン）
- ルーツ（ガードナー、マーセラス）※ソフト版
- レリックハンター〜秘宝を探せ

#### アニメ
- アラジン（ガジーム）
- アラジン ジャファーの逆襲（盗賊）
- 王と鳥
- コルドロン
- 新トムとジェリー（巨人の番犬）
- 動物農場（スクィーラー）
- バットマン
- ピーター・パン（海賊）※再公開版

### 特撮
1970年
- チビラくん（第24話のラジオDJの声、最終話の科学調査委員、避難を呼びかける円盤、ロケット秒読みの声）

1971年
- 仮面ライダー（1971年 - 1973年、地獄サンダーの声、カビビンガの声、ヒルゲリラの声、フクロウ男の声、サイギャングの声、イモリゲスの声、ネコヤモリの声、ハエトリバチの声）

1972年
- ウルトラマンA（第13・14話の帰ってきたウルトラマンの声、第16話のレストランの客の声、第23話のゾフィーの声）
- 仮面ライダー対じごく大使
- 仮面ライダー対ショッカー
- 緊急指令10-4・10-10（ロック星人の声）
- 変身忍者 嵐（1972年 - 1973年、化身忍者の声）
- ミラーマン（第23話の報告の声）

1973年
- 仮面ライダーV3（1973年 - 1974年、ナイフアルマジロの声、スプレーネズミの声、カメラモスキートの声、バショウガンの声、カメレオンの声）
- 仮面ライダーV3対デストロン怪人
- ジャンボーグA（PAT基地の発進アナウンスの声）

1974年
- 仮面ライダーアマゾン（1974年 - 1975年、カマキリ獣人の声、ネコ獣人の声、モモンガー獣人の声）
- 仮面ライダーX（ネプチューンの声、アリカポネの声、サソリジェロニモ・ジュニアの声）
- 五人ライダー対キングダーク

1975年
- 仮面ライダーストロンガー（トラフグンの声、クワガタ奇械人の声、ドクロ少佐の声、岩石男爵の声〈初代〉）
- 冒険ロックバット（ズク博士の声）

1976年
- 円盤戦争バンキッド（アルバレン中尉の声、エイッチドバ中佐の声）
- ザ・カゲスター（ザリガニアンの声、ヤマアラシスの声）
- バトルホーク（風むささびの声、ドルドの声、コクバの声）

1979年
- 仮面ライダー (スカイライダー)（ナメクジンの声、ムササベーダー弟の声）

1981年
- 仮面ライダースーパー1（オニメンゴの声、火焰ウォッチの声、ラジゴーンの声、コゴエンベエの声）
- 仮面ライダースーパー1（映画版）

1984年
- 超電子バイオマン（サイゴーンの声）

1985年
- 兄弟拳バイクロッサー（オニガンの声、ブラインダーの声、コックラーの声、グリーンダーの声、コブリオンの声、コブラミサイルの声）
- 電撃戦隊チェンジマン（ボーラの声）

1996年
- 激走戦隊カーレンジャー（ZZギューリーの声）

2005年
- 仮面ライダー響鬼（農民）

### ドラマCD
- 赤毛のアン（マシュウ）
- 央華封神「星の娘、目覚める」（ナレーション）
- オネアミスの翼 〜王立宇宙軍〜 ドラマ編（空軍士官B）
- ガンスミスキャッツ THE SHOW DOWN
- 子猫シリーズ ブルーな子猫（黒田師匠）
- 魔法少女プリティサミー マジカルナイト2 CDスペシャル（清音星宰相）

### ラジオドラマ
- FMシアター
  - 海のなかの砂漠（1999年 / 画材屋店員）
  - ロシア・ユーラシアの現代文学 最初の教師（2003年）
- オールナイトニッポン
  - 宇宙戦艦ヤマト（1977年 / ヒス副総統、防衛軍兵士）
  - さらば宇宙戦艦ヤマト（1978年 / 兵士）

### ボイスオーバー
- BS世界のドキュメンタリー
  - 20世紀人物列伝 第13回「ロバート・マックスウェル〜メディア王の盛衰〜」（1999年）

### 人形劇
1982年
- ばくさんのかばん

1990年
- ジャックと豆の木（兵隊）

### 舞台
- 劇団飛行船 桃太郎（鬼たち）※声の出演
- ミランダ（明治百年記念芸術際バレエ特別公演 / 1968年）
- 王様と私（帝国劇場 / 中日劇場）
- 山吹（パルコ公演 / 1992年）
- モーツァルト「ドン・ジョヴァンニ」（新国立劇場オペラ研修所2005年研修公演 / 助演）
- KIRA〜赤穂事件推理帳〜（2010年）
- テアトル・エコー公演
  - 11ぴきのネコ（1973年）
  - 馬かける男たち（1997年）
  - あしたも7時（1997年）
  - ら抜きの殺意（2002年）
  - ルーム サービス（2004年 / ティモシー・ホガース役）
  - 朝の時間（2005年）
  - 大都映画撮影所物語（2006年 / 岩原源三役）
  - お手を拝借!（2009年 / 森川びん役）
  - 白い病気（2010年 / パパ役）
  - フレディ（2012年 / ブイッス役）
  - プロポーズ・プロポーズ（2012年）
  - 諸国を遍歴する二人の騎士の物語（2015年 / 騎士1役）※熊倉一雄の代役